# Aidan Scott
Aidan Scott-Nickel (Sudáfrica, 20 de noviembre de 1996) es un actor de cine y televisión sudafricano, conocido por sus apariciones en las cintas Action Point (2018), The Kissing Booth 2 (2020), Abraham Lincoln (2022) y Theodore Roosvelt (2022). Interpreta a Helmeppo en la serie One Piece (2023) para Netflix.

## Primeros años
Nació en Sudáfrica y creció entre Inglaterra y Oriente Medio. A los 16 años estudió Teatro e Interpretación en la Universidad de Ciudad del Cabo. Durante su tercer año de estudios, Aidan interpretó al sargento detective Trotter en su primera producción profesional, La Ratonera. La producción realizó una gira por Sudáfrica y Nueva Zelanda en 2019. En 2022 recibió una beca otorgada por la fundación Andrew Lloyd Webber para estudiar en el Liverpool Institute of Performing Arts en Liverpool, Inglaterra.
Desde entonces ha trabajado en la industria cinematográfica como en teatro en Sudáfrica. Aparecerá en la serie de Netflix One Piece, adaptación de acción real del manga homónimo, en el papel de Helmeppo. Don't Make Tea es la primera actuación profesional de Aidan en el Reino Unido como Ralph.

## Filmografía
- Action Point (2018) como Bobo
- Hand Off (2019) como Leo
- The Kissing Booth 2 (2020) como Amigo de Harvard
- Between the Devil (2010) como Finnick
- Abraham Lincoln (2022) como James Matheny
- The Fix (2022) como Boxer
- Theodore Roosvelt (2022) como Theodore Roosevelt
- One Piece (2023) como Helmeppo